# Tobolsk
Tobolsk (rusky Тобольск) je sibiřské město v Ruské federaci. Leží na soutoku řeky Tobolu a Irtyše. Je centrem Tobolského rajónu v Ťumeňské oblasti. Ve městě žije 103 081 obyvatel.

## Historie
Tobolsk byl založen roku 1587 17 km od hlavního města sibiřského chanátu Kašlyku. Je tak po Ťumeni druhým nejstarším ruským městem na Sibiři. Již tři roky po založení se stal Tobolsk střediskem ruské kolonizace Sibiře. To se odrazilo při správní reformě Petra Velikého, (1708) kdy se Tobolsk stal hlavním městem Sibiřské gubernie. Na tehdejších mapách bývá někdy město označováno názvem Sibiř. Ve dvacátých letech 18. století zde byli umístěni švédští vojenští zajatci, kteří do města přinesli znalosti o budování kamenných staveb (podíleli se na přestavbě Tobolského kremlu) a významně ovlivnili kulturní život města. V pozdějších dobách byl Tobolsk už jen přechodným místem pobytu vyhnanců na Sibiř. Byla zde věznice, ze které byli trestanci posíláni dále na východ (např. Dostojevskij, Solženicyn).
V r. 1743 byl Tobolsku otevřen pravoslavný seminář, od r. 1789 zde vycházely místní noviny a v r. 1810 bylo založeno gymnázium. S ruskou expanzí na východ vznikala další významná centra, která se pak stávala středisky místní správy. Tak byla v r. 1764 od sibiřské gubernie oddělena Irkutská gubernie a v r. 1782 byly od gubernie odděleny další rozsáhlé oblasti. Gubernie byla přejmenována na Tobolskou a po oddělení dalších oblastí v. r. 1804 měla přibližně rozsah dnešní Tobolské oblasti. Dalším důvodem, proč upadal význam města, byla skutečnost, že se v 19. století začaly od něj odklánět dopravní cesty, což byl faktor prosperity většiny sibiřských měst.
Během občanské války v Rusku, byl Tobolsk místem vyhnanství cara Mikuláše II. a jeho rodiny (srpen 1917 až duben 1918). Od léta 1918 do srpna 1919 spadal Tobolsk do území spravovaného Dočasnou sibiřskou vládou. Město bylo obsazeno bolševiky v r. 1919, ale v roce 1921 se stalo jedním ze středisek selského povstání na Sibiři, které bylo pacifikováno až následujícího roku. Za éry Sovětského svazu byl ve městě rozvinut průmysl, především naftový chemický kombinát, který zůstává (2011) zdejším nejdůležitějším podnikem.

## Průmysl
Nejdůležitějším podnikem je Naftový chemický kombinát (Тобольский нефтехимический комбинат), který produkuje širokou frakci lehkých uhlovodíků, monomery pro výrobu syntetického kaučuku a vysokooktanové příměsi do automobilových benzínů; mimo to má strojní výrobu plynárenských zařízení. Dále se zde nachází dřevozpracující závod, výroba konfekce, mlékárna, pekárna a další.

## Doprava
Tobolsk leží na Sverdlovské železniční trati, má říční přístav a letiště. Má autobusové spojení s Ťumení, Čeljabinskem, Chanty-Mansijskem a Petrozavodskem (v Kazachstánu).
Městská veřejná doprava je zabezpečována autobusy.

## Školství
V Tobolsku je více než deset středních škol (především gymnázia a průmyslové školy).
Vysoké školy jsou: Pedagogická akademie, Tobolský duchovní seminář, Tobolský průmyslový institut a pobočky vysokých škol z jiných měst (především z Ťumeně).

## Sport
Ve městě se nachází víceúčelový sportovní stadion, který je uzpůsoben pro lehkou atletiku, fotbal, a běžecké lyžování. Jeho kapacita je 3 402 diváků.

## Obyvatelstvo
Ve městě žilo 103 081 obyvatel 2010:
Národnostní složení:
| Národnost       | %    |
| --------------- | ---- |
| Rusové          | 75,6 |
| Tataři          | 16,0 |
| Ukrajinci       | 2,5  |
| Němci           | 0,6  |
| Bělorusové      | 0,6  |
| Baškirové       | 0,5  |
| Ázerbájdžánci   | 0,3  |
| jiné národnosti | 3,3  |

## Významní rodáci
- Sergej Josifovič Karcevskij (* 1884), ruský lingvista, člen Pražského lingvistického kroužku
- Alexandr Filipovič Kokorinov (* 1726), zakladatel Carské akademie umění
- Jelena Jurijevna Korikovová (* 1972), ruská televizní a divadelní herečka
- Dmitrij Ivanovič Mendělejev (* 1834), ruský chemik, objevitel periodické soustavy prvků
- Dmitrij Ivanovič Pavluckij († 1747), ruský důstojník a polární cestovatel
- Vasilij Grigorjevič Perov (* 1834), ruský malíř, Peredvižnik

## Osoby spjaté s historií města
- Svatý Jan Tobolský

## Partnerská města
- Council Bluffs, USA
- Peć, Kosovo
- Mohylev, Bělorusko